# Leistungszuschlag (Knappschaft)
Mit Leistungszuschlag werden in der knappschaftlichen Versorgung zusätzliche Entgeltpunkte bezeichnet, die ein Versicherter für langjährige ständige Arbeiten unter Tage erhält.
Der Leistungszuschlag beträgt nach § 85 SGB VI ab dem sechsten vollen Jahr jährlich 0,125 Entgeltpunkte, ab dem elften vollen Jahr jährlich 0,25 Entgeltpunkte und ab dem zwanzigsten vollen Jahr jährlich 0,375 Entgeltpunkte. Die Entgeltpunkte werden hierbei gleichmäßig auf die zwölf Monate aufgeteilt. Zeiten, in denen eine (teilweise) Erwerbsminderungsrente bezogen wird, werden nicht berücksichtigt.